# Zanthoxylum gentlei
Zanthoxylum gentlei là một loài thực vật thuộc họ Rutaceae. Loài này có ở Belize, Guatemala, và Honduras.